# Puente Horace Wilkinson
El puente Horace Wilkinson (en inglés: Horace Wilkinson Bridge) es un puente metálico en celosía de tipo ménsula que soporta la carretera Interestatal 10 en Luisiana a través del río Misisipi desde Port Allen, en la parroquia de West Baton Rouge, hasta Baton Rouge, en la parroquia de East Baton Rouge. Alrededor del Área metropolitana de Baton Rouge, el puente se conoce más comúnmente como el «puente Nuevo» (New Bridge) porque es el más reciente de los dos puentes que cruzan el río en Baton Rouge.
La estructura comienza en la salida de la carretera de Luisiana 1 (LA 1) al sur de Port Allen. Después de que la interestatal cruce la superestructura, sigue sobre un viaducto elevado hasta la salida de Dalrymple Drive hacia la Universidad Estatal de Louisiana. Es el puente más alto en el río Misisipi.
Localmente, esta obra es famosa por los accidentes de tráfico diarios que ocurren en él debido al alto volumen de vehículos que lo usan y la naturaleza de los accesos de la autopista 1, en la orilla oeste, y de la calle Saint-Ferdinand, en el centro de la ciudad, en la orilla este.

## Nombre
El puente lleva el nombre de tres Horace Wilkinson diferentes que sirvieron un total de 54 años en la legislatura de Luisiana. Horace Wilkinson, junto con su hijo y su nieto, fueron honrados con el nombramiento del puente I-10 por la Ley 206 de la Legislatura de Louisiana en 1968.

## Tráfico
El puente es famoso entre muchos por las colas diarias que se extienden varios kilómetros. La mayoría del tráfico proviene de la unión de la  I-10/I-110. El tráfico hacia el este se reduce de tres carriles a uno a través de un carril y un carril de salida hacia Washington Street alrededor de una curva pronunciada. El tráfico debe ser cauteloso ya que el tráfico de la I-110 Sur puede cruzar todos los carriles para salir en la calle Washington, a solo medio kilómetro. Debido a esta unión y a la falta de arcenes a lo largo de todo el puente, el tráfico generalmente retrocede hasta, al menos, la salida de la LA 415 (salida 151) y casi 5 km a lo largo de LA 1 hacia el norte.
La congestión hacia el oeste se produce por la entrada más lenta de tráfico desde la corta zona de transición de la rampa de entrada de St. Ferdinand Street y el estrechamiento de la I-10 cuando pierde un carril para salir en LA 1.
En respuesta, Sherri LeBas, secretaria del DOTD de Luisiana, dijo que a partir de noviembre de 2013, no se buscaría más ampliar o modernizar el intercambio I-10 / I-110, citando el elevado costo. En su lugar, el estado modernizaría la LA 1 de la I-10 hasta la US-190 para alentar los desvíos hacia el puente Huey P. Long - O.K. Allen, menos congestionado.

## Mejoras
Alrededor de octubre de 2003, la fusión de la I-10E / I-110S fue rediseñada para reducir la I-110 Sur de tres carriles a dos carriles, lo que permitió a la I-10 tener su propio carril, no obligando ya a los viajeros de la I-10 Este a cambiar a la izquierda para continuar por la I-10 Este.
En agosto de 2010, la salida de la I-10 West hacia LA 1 había sido reescalada para evitar que el carril central saliese. Este cambio ha sido revertido desde entonces.
En 2010, la señalización del puente fue reemplazada. Las nuevas señales delimitan mejor el límite entre las parroquias de West Baton Rouge y East Baton Rouge. Los letreros instalados también muestran el nombre oficial del puente. En 2015 comenzó un proyecto para eliminar el óxido del puente y volver a pintar la superestructura, para preservar el puente  muchos años.

## Galería de imágenes

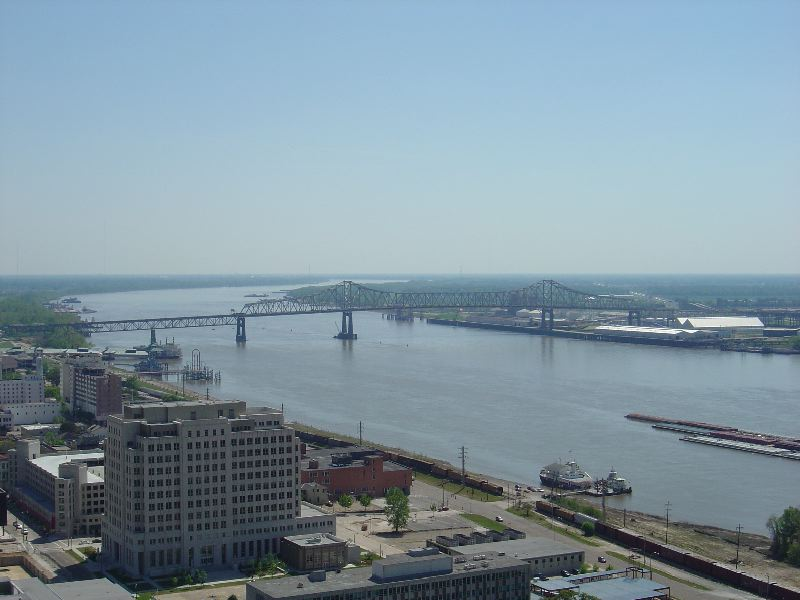
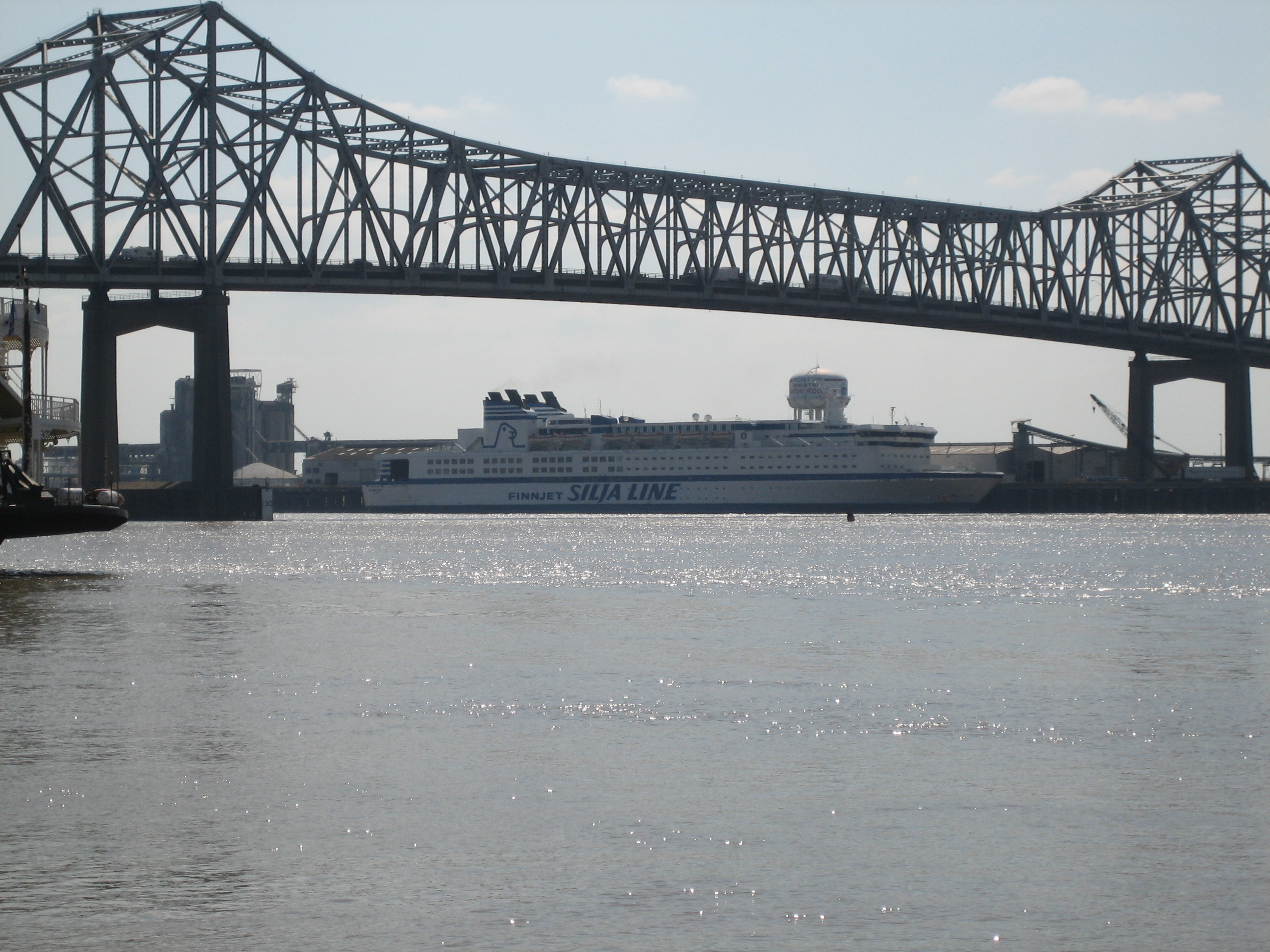
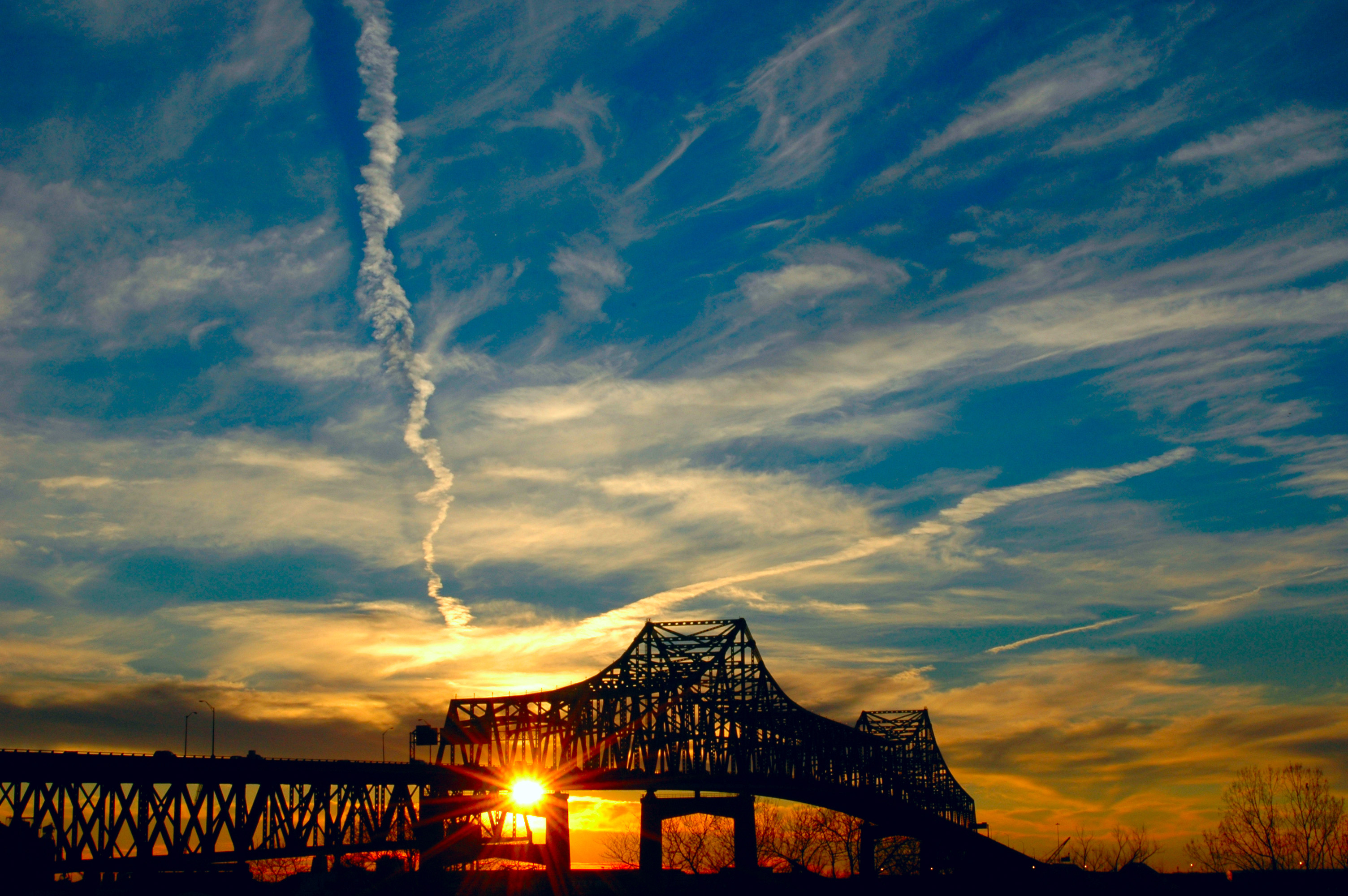